# 野田玉川站
野田玉川站（日语：／ Nodatamagawa eki */?）是位於岩手縣九戶郡野田村大字玉川，三陸鐵道的谷灣線車站。車站的愛稱為「西行之庵」。此站名稱定為「野田玉川」，這是由於區別也是在岩手縣內的八戶線玉川站。

## 歷史
- 1975年（昭和50年）7月20日：日本國有鐵道久慈線車站啟用。
- 1984年（昭和59年）4月1日：車站由三陸鐵道接管。成為北谷灣線車站。
- 2011年（平成23年）3月11日：發生東北地方太平洋近海地震（東日本大震災），使北谷灣線全線暫停營業。地震所引發的海嘯，由於車站位於高地，因此車站受損情況較少。
- 2012年（平成24年）4月1日：陸中野田至田野畑之間重開，此站重開[1]。
- 2019年（平成31年）3月23日：東日本旅客鐵道釜石至宮古之間由三陸鐵道接管，此站成為谷灣線車站[2]。

## 車站構造
此站是地面車站，設有2面2線的相對式月台。在久慈線時代只有1面1線的月台，在北谷灣線時代，新設了2號月台。

### 月台
| 月台 | 路線    | 上下行 | 方向               |
| ---- | ------- | ------ | ------------------ |
| 1    | ■谷灣線 | 下行   | 久慈方向           |
| 2    | ■谷灣線 | 上行   | 宮古、釜石、盛方向 |

## 使用狀況
| 1日上下車人次變化 | 1日上下車人次變化 |
| 年度              | 1日平均人次       |
| ----------------- | ----------------- |
| 2012年            | 13                |
| 2013年            | 27                |
| 2014年            | 22                |
| 2015年            | 19                |
| 2016年            | 17                |
| 2017年            | 11                |
| 2018年            | 16                |

## 車站周邊
- 國道45號
- 玉川簡易郵局
- 玉川海岸

## 相鄰車站
三陸鐵道
■谷灣線
□快速
普代→野田玉川→陸中野田
■普通
堀內－野田玉川－十府浦海岸

## 注腳
1. ↑  . 毎日新聞. 2012-04-01  [2012-04-01]. （原始内容存档于2012年7月11日） （日语）.
2. ↑  . 毎日新聞 (毎日新聞社). 2019-03-23  [2019-03-24]. （原始内容存档于2019-03-23） （日语）.
3. ↑  国土数値情報(駅別乗降客数データ)  （页面存档备份，存于）（日語） - 國土交通省，2020年9月23日參閲

## 外部連結
- 車站·周邊資訊【野田玉川站】 （页面存档备份，存于）（日語）：三陸鐵道